# Balloon World Cup 2022
El Balloon World Cup 2022 fue un evento deportivo organizado por Ibai Llanos y Gerard Piqué. Tuvo lugar el 27 de octubre de 2022, en el PortAventura Convention Center, en la provincia de Tarragona. El torneo fue retransmitido en el canal de Twitch de Ibai, y culminó con el español Miguel Imbroda batiendo al brasileño Lassance en la final.

## Eliminatorias
El 3 de julio, se realizó la eliminatoria para el representante de España, estuvo conducido por Ibai, BarbeQ y Riobó y el seleccionado fue Miguel Imbroda.
El 20 de septiembre, se realizó la eliminatoria en Buenos Aires, para los representantes de Argentina, Brasil, Chile, Colombia y México, estuvo conducido por Coscu acompañado por un streamer de los países mencionados respectivamente Hastad, Shelao, Westcol y Juan Guarnizo. Los seleccionados fueron Lautaro Maqueda, Gabriela Amaro Salazar, Claudio Lassance, Jorge Alba Ortiz y Luis Gerardo Nocedal.

## Reglas de competición
- Los partidos duran 2 minutos, excepto la final, que dura 5 minutos.
- Los jugadores tienen que tocar el globo con las manos, lanzándolo hacia arriba.
- Los jugadores sólo pueden tocar el globo una vez antes de que lo toque su oponente.
- Un jugador gana un punto cuando su oponente no consigue tocar el globo antes de que toque el suelo.
- El jugador que más puntos haya conseguido cuando se acabe el tiempo gana el partido.
- Si los dos jugadores han empatado cuando se ha acabado el tiempo, comienza una prórroga en la que deben usar la cabeza y los pies en vez de las manos para tocar el globo; el primero que consiga un punto gana el partido.

## Formato
El número de participantes se disminuyó a 16 participantes de los 32 participantes de la edición pasada, optando por sistema de eliminación directa. Todos los partidos se jugaron dentro de una jaula de cristal que contenía un número de objetos de decoración haciendo de obstáculo, simulando el ambiente de una casa, donde normalmente se juega este 'que no caiga'.

## Lista de participantes
Todos los participantes se anunciaron como representantes de su país.
| Participante         | País           |
| -------------------- | -------------- |
| Gabriela Amaro       | Chile          |
| Vanessa Klein        | Alemania       |
| Claudio Lassance     | Brasil         |
| Miguel Imbroda       | España         |
| Rage Rex             | Reino Unido    |
| Monte Doebel-Hickok  | Canadá         |
| Francesco De la Cruz | Perú           |
| Lautaro Maqueda      | Argentina      |
| Gerardo Nocedal      | México         |
| Ogeday Girisken      | Turquía        |
| Dion De Brouwer      | Países Bajos   |
| Jorge Alba           | Colombia       |
| Joseph Romano        | Italia         |
| Gustavo Cardoso      | Portugal       |
| Clément Dumais       | Francia        |
| Keem Kim             | Estados Unidos |

## Tabla del torneo
|  | Octavos de final             | Octavos de final             |                              |   | Cuartos de final             | Cuartos de final             |                              |                              | Semifinales | Semifinales |  |  | Final | Final |
|  |                              |                              |                              |   |                              |                              |                              |                              |             |             |  |  |       |       |
|  | 27 de octubre − PortAventura |                              |                              |   |                              |                              |                              |                              |             |             |  |  |       |       |
|  |                              |                              |                              |   |                              |                              |                              |                              |             |             |  |  |       |       |
|  | Gabriela Amaro               | 2                            |                              |   |                              |                              |                              |                              |             |             |  |  |       |       |
|  | Gabriela Amaro               | 2                            | 27 de octubre − PortAventura |   |                              |                              |                              |                              |             |             |  |  |       |       |
|  | Vanessa Klein                | 3                            |                              |   |                              |                              |                              |                              |             |             |  |  |       |       |
|  | Vanessa Klein                | 3                            | Claudio Lassance             | 2 |                              |                              |                              |                              |             |             |  |  |       |       |
|  | 27 de octubre − PortAventura |                              | Claudio Lassance             | 2 |                              |                              |                              |                              |             |             |  |  |       |       |
|  |                              | Vanessa Klein                | 1                            |   |                              |                              |                              |                              |             |             |  |  |       |       |
|  | Claudio Lassance             | Vanessa Klein                | 1                            | 3 |                              |                              |                              |                              |             |             |  |  |       |       |
|  | Claudio Lassance             |                              | 27 de octubre − PortAventura | 3 |                              |                              |                              |                              |             |             |  |  |       |       |
|  | Rage Rex                     | 2                            |                              |   |                              |                              |                              |                              |             |             |  |  |       |       |
|  | Rage Rex                     | 2                            | Claudio Lassance             | 3 |                              |                              |                              |                              |             |             |  |  |       |       |
|  | 27 de octubre − PortAventura |                              | Claudio Lassance             | 3 |                              |                              |                              |                              |             |             |  |  |       |       |
|  |                              | Lautaro Maqueda              | 0                            |   |                              |                              |                              |                              |             |             |  |  |       |       |
|  | Monte Doebel-Hickok          | Lautaro Maqueda              | 0                            | 3 |                              |                              |                              |                              |             |             |  |  |       |       |
|  | Monte Doebel-Hickok          | 27 de octubre − PortAventura |                              | 3 |                              |                              |                              |                              |             |             |  |  |       |       |
|  | Francesco De la Cruz         | 0                            |                              |   |                              |                              |                              |                              |             |             |  |  |       |       |
|  | Francesco De la Cruz         | 0                            | Monte Doebel-Hickok          | 1 |                              |                              |                              |                              |             |             |  |  |       |       |
|  | 27 de octubre − PortAventura |                              | Monte Doebel-Hickok          | 1 |                              |                              |                              |                              |             |             |  |  |       |       |
|  |                              | Lautaro Maqueda              | 2                            |   |                              |                              |                              |                              |             |             |  |  |       |       |
|  | Lautaro Maqueda              | Lautaro Maqueda              | 2                            | 3 |                              |                              |                              |                              |             |             |  |  |       |       |
|  | Lautaro Maqueda              |                              | 27 de octubre − PortAventura | 3 |                              |                              |                              |                              |             |             |  |  |       |       |
|  | Gerardo Nocedal              | 0                            |                              |   |                              |                              |                              |                              |             |             |  |  |       |       |
|  | Gerardo Nocedal              | 0                            | Miguel Imbroda               | 4 |                              |                              |                              |                              |             |             |  |  |       |       |
|  | 27 de octubre − PortAventura |                              | Miguel Imbroda               | 4 |                              |                              |                              |                              |             |             |  |  |       |       |
|  |                              | Claudio Lassance             | 1                            |   |                              |                              |                              |                              |             |             |  |  |       |       |
|  | Ogeday Girisken              | Claudio Lassance             | 1                            | 0 |                              |                              |                              |                              |             |             |  |  |       |       |
|  | Ogeday Girisken              | 27 de octubre − PortAventura |                              | 0 |                              |                              |                              |                              |             |             |  |  |       |       |
|  | Dion De Brouwer              | 1                            |                              |   |                              |                              |                              |                              |             |             |  |  |       |       |
|  | Dion De Brouwer              | 1                            | Miguel Imbroda               | 2 |                              |                              |                              |                              |             |             |  |  |       |       |
|  | 27 de octubre − PortAventura |                              | Miguel Imbroda               | 2 |                              |                              |                              |                              |             |             |  |  |       |       |
|  |                              | Dion De Brouwer              | 0                            |   |                              |                              |                              |                              |             |             |  |  |       |       |
|  | Miguel Imbroda               | Dion De Brouwer              | 0                            | 3 |                              |                              |                              |                              |             |             |  |  |       |       |
|  | Miguel Imbroda               |                              | 27 de octubre − PortAventura | 3 |                              |                              |                              |                              |             |             |  |  |       |       |
|  | Jorge Alba                   | 2                            |                              |   |                              |                              |                              |                              |             |             |  |  |       |       |
|  | Jorge Alba                   | 2                            | Miguel Imbroda               | 3 |                              |                              |                              |                              |             |             |  |  |       |       |
|  | 27 de octubre − PortAventura |                              | Miguel Imbroda               | 3 |                              |                              |                              |                              |             |             |  |  |       |       |
|  |                              | Clément Dumais               | 2                            |   | Partido por el tercer puesto | Partido por el tercer puesto |                              |                              |             |             |  |  |       |       |
|  | Joseph Romano                | Clément Dumais               | 2                            | 1 | Partido por el tercer puesto | Partido por el tercer puesto |                              |                              |             |             |  |  |       |       |
|  | Joseph Romano                | 27 de octubre − PortAventura | 27 de octubre − PortAventura | 1 |                              |                              | 27 de octubre − PortAventura | 27 de octubre − PortAventura |             |             |  |  |       |       |
|  | Gustavo Cardoso              | 27 de octubre − PortAventura | 27 de octubre − PortAventura | 3 |                              |                              | 27 de octubre − PortAventura | 27 de octubre − PortAventura |             |             |  |  |       |       |
|  | Gustavo Cardoso              | Clément Dumais               | 2                            | 3 | Clément Dumais               | 2                            |                              |                              |             |             |  |  |       |       |
|  | 27 de octubre − PortAventura | Clément Dumais               | 2                            |   | Clément Dumais               | 2                            |                              |                              |             |             |  |  |       |       |
|  |                              | Gustavo Cardoso              | 1                            |   | Lautaro Maqueda              | 3                            |                              |                              |             |             |  |  |       |       |
|  | Clément Dumais               | Gustavo Cardoso              | 1                            | 4 | Lautaro Maqueda              | 3                            |                              |                              |             |             |  |  |       |       |
|  | Clément Dumais               |                              |                              | 4 |                              |                              |                              |                              |             |             |  |  |       |       |
|  | Keem Kim                     | 1                            |                              |   |                              |                              |                              |                              |             |             |  |  |       |       |
|  | Keem Kim                     | 1                            |                              |   |                              |                              |                              |                              |             |             |  |  |       |       |